# Melchor Saiz-Pardo
Melchor Saiz-Pardo Rubio (Granada, 28 de noviembre de 1942-Ibídem, 18 de febrero de 2019) fue un periodista español.

## Biografía

### Familia
Hijo de Melchor Saiz-Pardo Jerez, abogado originario y hacendado en la zona de Guadix, Alamedilla y Jérez del Marquesado y de María Rubio Salazar, madrileña de nacimiento pero criada en Granada en una familia de la alta burguesía local emparentada por línea materna con los Rodríguez-Acosta.

### Formación
Cursó los estudios primarios en los colegios «Cristo Rey», de las Hijas de Cristo Rey y «La Inmaculada» de los Hermanos Maristas, el bachiller elemental en este último centro formativo y el bachiller superior y curso preuniversitario en el Instituto Padre Suárez. Se licenció en Filosofía y Letras en la especialidad de Historia por la Universidad de Granada, realizando posteriormente estudios en la Escuela de Periodismo de la Iglesia al mismo tiempo que cumplía el servicio militar en las milicias universitarias. Una vez terminados los estudios le fueron convalidados en la Escuela Oficial de Periodismo de Madrid.

### Trayectoria
Aparte de algunas intervenciones en periódicos escolares, sus primeros trabajos periodísticos fueron como dibujante en una serie de viñetas humorísticas publicadas en el diario Patria entre 1956 y 1957, siendo todavía estudiante de bachiller. Durante los años de estudios en la Facultad de Filosofía y Letras (1960-1965) continuó con diversas colaboraciones en el diario Patria, donde tuvo como maestro y mentor a su director de entonces Eduardo Molina Fajardo.
Trabajó como redactor de la agencia Pyresa y de los servicios informativos de TVE, siendo posteriormente jefe de la delegación de la agencia EFE en Roma.
Desde el 18 de julio de 1971 pasó a dirigir el diario granadino Ideal, durante los años del tardofranquismo. Bajo la dirección de Saiz-Pardo el diario Ideal sufrió una transformación informativa y técnica, convirtiéndose en uno de los principales diarios de Andalucía oriental. Cesó en 2002, tras 33 años en la dirección del periódico.

## Distinciones
- Medalla de Andalucía.
- Medalla al Mérito por la Ciudad de Granada.
- Cruz al Mérito Militar con distintivo blanco.
- Defensor del Ciudadano de Granada, título otorgado por la corporación municipal por unanimidad.

## Obras
- «Prólogo». Granada sitiada, 1936-1939. Granada: Comares. 1996.
- Granada en el corazón: conversaciones con los últimos seis alcaldes de Granada con motivo de los 25 años de democracia municipal (1979 a 2004). Granada: Ayuntamiento de Granada. 2004.